# Billboardlistans förstaplaceringar 1985
Detta är en lista över 1985 års förstaplaceringar på Billboard Hot 100. 

## Listhistorik
| Datum        | Låt                                 | Artist                          |
| 5 januari    | "Like a Virgin"                     | Madonna                         |
| 12 januari   | "Like a Virgin"                     | Madonna                         |
| 19 januari   | "Like a Virgin"                     | Madonna                         |
| 26 januari   | "Like a Virgin"                     | Madonna                         |
| 2 februari   | "I Want to Know What Love Is"       | Foreigner                       |
| 9 februari   | "I Want to Know What Love Is"       | Foreigner                       |
| 16 februari  | "Careless Whisper"                  | Wham! featuring George Michael  |
| 23 februari  | "Careless Whisper"                  | Wham! featuring George Michael  |
| 2 mars       | "Careless Whisper"                  | Wham! featuring George Michael  |
| 9 mars       | "Can't Fight This Feeling"          | REO Speedwagon                  |
| 16 mars      | "Can't Fight This Feeling"          | REO Speedwagon                  |
| 23 mars      | "Can't Fight This Feeling"          | REO Speedwagon                  |
| 30 mars      | "One More Night"                    | Phil Collins                    |
| 6 april      | "One More Night"                    | Phil Collins                    |
| 13 april     | "We Are the World"                  | USA for Africa                  |
| 20 april     | "We Are the World"                  | USA for Africa                  |
| 27 april     | "We Are the World"                  | USA for Africa                  |
| 4 maj        | "We Are the World"                  | USA for Africa                  |
| 11 maj       | "Crazy for You"                     | Madonna                         |
| 18 maj       | "Don't You (Forget About Me)"       | Simple Minds                    |
| 25 maj       | "Everything She Wants"              | Wham!                           |
| June 1       | "Everything She Wants"              | Wham!                           |
| 8 juni       | "Everybody Wants to Rule the World" | Tears for Fears                 |
| 15 juni      | "Everybody Wants to Rule the World" | Tears for Fears                 |
| 22 juni      | "Heaven"                            | Bryan Adams                     |
| 29 juni      | "Heaven"                            | Bryan Adams                     |
| 6 juli       | "Sussudio"                          | Phil Collins                    |
| 13 juli      | "A View to a Kill"                  | Duran Duran                     |
| 20 juli      | "A View to a Kill"                  | Duran Duran                     |
| 27 juli      | "Everytime You Go Away"             | Paul Young                      |
| 3 augusti    | "Shout"                             | Tears for Fears                 |
| 10 augusti   | "Shout"                             | Tears for Fears                 |
| 17 augusti   | "Shout"                             | Tears for Fears                 |
| 24 augusti   | "The Power of Love"                 | Huey Lewis and the News         |
| 31 augusti   | "The Power of Love"                 | Huey Lewis and the News         |
| 7 september  | "St. Elmo's Fire (Man in Motion)"   | John Parr                       |
| 14 september | "St. Elmo's Fire (Man in Motion)"   | John Parr                       |
| 21 september | "Money for Nothing"                 | Dire Straits                    |
| 28 september | "Money for Nothing"                 | Dire Straits                    |
| 5 oktober    | "Money for Nothing"                 | Dire Straits                    |
| 12 October   | "Oh Sheila"                         | Ready for the World             |
| 19 oktober   | "Take on Me"                        | a-ha                            |
| 26 oktober   | "Saving All My Love for You"        | Whitney Houston                 |
| 2 november   | "Part-Time Lover"                   | Stevie Wonder                   |
| 9 november   | "Miami Vice Theme"                  | Jan Hammer                      |
| 16 november  | "We Built This City"                | Starship                        |
| 23 november  | "We Built This City"                | Starship                        |
| 30 november  | "Separate Lives"                    | Phil Collins and Marilyn Martin |
| 7 december   | "Broken Wings"                      | Mr. Mister                      |
| 14 december  | "Broken Wings"                      | Mr. Mister                      |
| 21 december  | "Say You, Say Me"                   | Lionel Richie                   |
| 28 december  | "Say You, Say Me"                   | Lionel Richie                   |

### Fotnoter
1. ↑  DeKnock, Jan (4 januari 1985). ”It's a New Year, but Songs of the Old are Still Ringing Out”. Chicago Tribune (Tribune Company). Arkiverad från originalet den 23 augusti 2024. https://web.archive.org/web/20240823105702/https://www.chicagotribune.com/1985/09/13/st-elmos-fire-smokes-out-tina-turner-for-top-spot/. Läst 23 augusti 2024.
2. ↑  DeKnock, Jan (11 januari 1985). ”She's No. 1 in Two Countries, but Look out Madonna”. Chicago Tribune (Tribune Company). Arkiverad från originalet den 6 mars 2016. https://web.archive.org/web/20160306152926/http://pqasb.pqarchiver.com/chicagotribune/doc/290815550.html?FMT=ABS&FMTS=ABS:FT&type=current&date=Jan%2011,%201985&author=Jan%20DeKnock&pub=Chicago%20Tribune%20(pre-1997%20Fulltext)&edition=&startpage=&desc=SHE%27S%20NO.%201%20IN%20TWO%20COUNTRIES,%20BUT%20LOOK%20OUT%20MADONNA. Läst 19 april 2009.
3. ↑  DeKnock, Jan (18 januari 1985). ”Bruce Springsteen Gets Up off Canvas to Push Prince Aside”. Chicago Tribune (Tribune Company). Arkiverad från originalet den 20 oktober 2012. https://web.archive.org/web/20121020063943/http://pqasb.pqarchiver.com/chicagotribune/access/767266702.html?dids=767266702:767266702&FMT=CITE&FMTS=CITE:AI&date=Jan+18,+1985&author=&pub=Chicago+Tribune&desc=Bruce+Springsteen+gets+up+off+canvas+to+push+Prince+aside&pqatl=google. Läst 19 april 2009.
4. ↑  DeKnock, Jan (25 januari 1985). ”Three Contenders Fight for Crown, but Fourth is Moving Up”. Chicago Tribune (Tribune Company). Arkiverad från originalet den 5 november 2012. https://web.archive.org/web/20121105102115/http://pqasb.pqarchiver.com/chicagotribune/access/25031590.html?dids=25031590:25031590&FMT=ABS&FMTS=ABS:FT&date=Jan+25,+1985&author=Jan+DeKnock&pub=Chicago+Tribune+(pre-1997+Fulltext)&desc=THREE+CONTENDERS+FIGHT+FOR+CROWN,+BUT+FOURTH+IS+MOVING+UP&pqatl=google. Läst 19 april 2009.
5. ↑  DeKnock, Jan (1 februari 1985). ”Foreigner Improves on Recipe”. Chicago Tribune (Tribune Company). Arkiverad från originalet den 25 maj 2011. https://web.archive.org/web/20110525163423/http://pqasb.pqarchiver.com/chicagotribune/access/768323562.html?dids=768323562:768323562&FMT=ABS&FMTS=ABS:AI&date=Feb+01,+1985&author=Jan+DeKnock&pub=Chicago+Tribune&desc=Foreigner+improves+on+recipe&pqatl=google. Läst 30 januari 2009.
6. ↑  DeKnock, Jan (8 februari 1985). ”Madonna Reigns Supreme, but There is a Contender for the Throne”. Chicago Tribune (Tribune Company). Arkiverad från originalet den 22 oktober 2012. https://web.archive.org/web/20121022194455/http://pqasb.pqarchiver.com/chicagotribune/access/767405192.html?dids=767405192:767405192&FMT=ABS&FMTS=ABS:AI&type=historic&date=Feb+08,+1985&author=&pub=Chicago+Tribune&desc=Madonna+reigns+supreme,+but+there+is+a+contender+for+the+throne&pqatl=google. Läst 21 september 2009.
7. ↑  DeKnock, Jan (15 februari 1985). ”Wham Hits the Top of the Charts Again, the Second Time in Three Months”. Chicago Tribune (Tribune Company). Arkiverad från originalet den 25 maj 2011. https://web.archive.org/web/20110525163446/http://pqasb.pqarchiver.com/chicagotribune/access/25087900.html?dids=25087900:25087900&FMT=ABS&FMTS=ABS:FT&date=Feb+15,+1985&author=Jan+DeKnock&pub=Chicago+Tribune+(pre-1997+Fulltext)&desc=WHAM+HITS+THE+TOP+OF+THE+CHARTS+AGAIN,+THE+SECOND+TIME+IN+THREE+MONTHS&pqatl=google. Läst 30 januari 2009.
8. ↑  DeKnock, Jan (22 februari 1985). ”Wham is Poised to Sweep the Competition Off the Top of the Charts”. Chicago Tribune (Tribune Company). Arkiverad från originalet den 25 maj 2011. https://web.archive.org/web/20110525163524/http://pqasb.pqarchiver.com/chicagotribune/access/25090601.html?dids=25090601:25090601&FMT=ABS&FMTS=ABS:FT&date=Feb+22,+1985&author=Jan+DeKnock&pub=Chicago+Tribune+(pre-1997+Fulltext)&desc=WHAM+IS+POISED+TO+SWEEP+THE+COMPETITION+OFF+THE+TOP+OF+THE+CHARTS&pqatl=google. Läst 30 januari 2009.
9. ↑  DeKnock, Jan (1 mars 1985). ”Arkiverade kopian”. Chicago Tribune (Tribune Company). Arkiverad från originalet den 4 januari 2013. https://archive.today/20130104115854/http://pqasb.pqarchiver.com/chicagotribune/access/762636072.html?dids=762636072:762636072&FMT=CITE&FMTS=CITE:AI&date=Mar+01,+1985&author=&pub=Chicago+Tribune&desc=It's+a+double+Wham+for+that+British+duo&pqatl=google. Läst 19 april 2009.
10. ↑  DeKnock, Jan (8 mars 1985). ”Can't Fight With REO Speedwagon as they Take Over Top of Charts”. Chicago Tribune (Tribune Company). Arkiverad från originalet den 6 mars 2016. https://web.archive.org/web/20160306133714/http://pqasb.pqarchiver.com/chicagotribune/doc/290822201.html?FMT=ABS&FMTS=ABS:FT&type=current&date=Mar%2008,%201985&author=Jan%20DeKnock&pub=Chicago%20Tribune%20(pre-1997%20Fulltext)&edition=&startpage=&desc=CAN%27T%20FIGHT%20WITH%20REO%20SPEEDWAGON%20AS%20THEY%20TAKE%20OVER%20TOP%20OF%20CHARTS. Läst 30 januari 2009.
11. ↑  DeKnock, Jan (15 mars 1985). ”Musical Formula Will For Success”. Chicago Tribune (Tribune Company). Arkiverad från originalet den 25 maj 2011. https://web.archive.org/web/20110525163659/http://pqasb.pqarchiver.com/chicagotribune/access/25090595.html?dids=25090595:25090595&FMT=ABS&FMTS=ABS:FT&date=Mar+15,+1985&author=Jan+DeKnock&pub=Chicago+Tribune+(pre-1997+Fulltext)&desc=MUSICAL+FORMULA+WILL+FOR+SUCCESS&pqatl=google. Läst 30 januari 2009.
12. ↑  DeKnock, Jan (29 mars 1985). ”Phil Collins is First Artist This Year to Wear Three Crowns”. Chicago Tribune (Tribune Company). Arkiverad från originalet den 25 maj 2011. https://web.archive.org/web/20110525163710/http://pqasb.pqarchiver.com/chicagotribune/access/25095648.html?dids=25095648:25095648&FMT=ABS&FMTS=ABS:FT&date=Mar+29,+1985&author=Jan+DeKnock&pub=Chicago+Tribune+(pre-1997+Fulltext)&desc=PHIL+COLLINS+IS+FIRST+ARTIST+THIS+YEAR+TO+WEAR+THREE+CROWNS&pqatl=google. Läst 30 januari 2009.
13. ↑  DeKnock, Jan (5 april 1985). ”Madonna Sets Pace for Female Soloists”. Chicago Tribune (Tribune Company). Arkiverad från originalet den 22 oktober 2012. https://web.archive.org/web/20121022194557/http://pqasb.pqarchiver.com/chicagotribune/access/762021032.html?dids=762021032:762021032&FMT=ABS&FMTS=ABS:AI&type=historic&date=Apr+05,+1985&author=&pub=Chicago+Tribune&desc=Madonna+sets+pace+for+female+soloists&pqatl=google. Läst 21 september 2009.
14. ↑  DeKnock, Jan (12 april 1985). ”'We Are the World' has Reached the Top, but Could be Flattened Soon”. Chicago Tribune (Tribune Company). Arkiverad från originalet den 6 mars 2016. https://web.archive.org/web/20160306214459/http://pqasb.pqarchiver.com/chicagotribune/doc/290830010.html?FMT=ABS&FMTS=ABS:FT&type=current&date=Apr%2012,%201985&author=Jan%20DeKnock&pub=Chicago%20Tribune%20(pre-1997%20Fulltext)&edition=&startpage=&desc=%27WE%20ARE%20THE%20WORLD%27%20HAS%20REACHED%20THE%20TOP,%20BUT%20COULD%20BE%20FLATTENED%20SOON. Läst 30 januari 2009.
15. ↑  DeKnock, Jan (19 april 1985). ”Suddenly, 'We Are the World' is Starting to Turn Faster and Faster on Charts”. Chicago Tribune (Tribune Company). Arkiverad från originalet den 20 oktober 2012. https://web.archive.org/web/20121020064027/http://pqasb.pqarchiver.com/chicagotribune/access/762103382.html?dids=762103382:762103382&FMT=ABS&FMTS=ABS:AI&date=Apr+19,+1985&author=Jan+DeKnock&pub=Chicago+Tribune&desc=Audio%2FVideo&pqatl=google. Läst 19 april 2009.
16. ↑  DeKnock, Jan (26 april 1985). ”Arkiverade kopian”. Chicago Tribune (Tribune Company). Arkiverad från originalet den 4 januari 2013. https://archive.today/20130104092059/http://pqasb.pqarchiver.com/chicagotribune/access/762136502.html?dids=762136502:762136502&FMT=ABS&FMTS=ABS:AI&date=Apr+25,+1985&author=Lynn+Van+Matre&pub=Chicago+Tribune&desc='World'+to+turn+overseas;+book+to+feed+relief+fund&pqatl=google. Läst 30 januari 2009.
17. ↑  DeKnock, Jan (4 maj 1985). ”'We Are the World' Successfully Spinning Around the Globe”. Chicago Tribune (Tribune Company). Arkiverad från originalet den 5 mars 2016. https://web.archive.org/web/20160305091815/http://pqasb.pqarchiver.com/chicagotribune/doc/290843038.html?FMT=ABS&FMTS=ABS:FT&type=current&date=May%2003,%201985&author=Jan%20DeKnock&pub=Chicago%20Tribune%20(pre-1997%20Fulltext)&edition=&startpage=&desc=%27WE%20ARE%20THE%20WORLD%27%20SUCCESSFULLY%20SPINNING%20AROUND%20THE%20GLOBE. Läst 19 april 2009.
18. ↑  DeKnock, Jan (10 maj 1985). ”Madonna Pulls Out of a Stall to Capture the No. 1 Spot”. Chicago Tribune (Tribune Company). Arkiverad från originalet den 25 maj 2011. https://web.archive.org/web/20110525163803/http://pqasb.pqarchiver.com/chicagotribune/access/25008205.html?dids=25008205:25008205&FMT=ABS&FMTS=ABS:FT&date=May+10,+1985&author=Jan+DeKnock&pub=Chicago+Tribune+(pre-1997+Fulltext)&desc=MADONNA+PULLS+OUT+OF+A+STALL+TO+CAPTURE+THE+NO.+1+SPOT&pqatl=google. Läst 30 januari 2009.
19. ↑  DeKnock, Jan (17 maj 1985). ”'Don't You' Pushes Up to No. 1 Spot”. Chicago Tribune (Tribune Company). http://news.google.com/newspapers?id=FvELAAAAIBAJ&sjid=h1kDAAAAIBAJ&pg=5858,633090&dq=don-t-you-forget-about-me. Läst 21 september 2009.
20. ↑  DeKnock, Jan (24 maj 1985). ”Life at Top of the Charts Can Be Sweet, but Very Short”. Chicago Tribune (Tribune Company). Arkiverad från originalet den 22 oktober 2012. https://web.archive.org/web/20121022194438/http://pqasb.pqarchiver.com/chicagotribune/access/25012524.html?dids=25012524:25012524&FMT=ABS&FMTS=ABS:FT&type=current&date=May+24,+1985&author=Jan+DeKnock&pub=Chicago+Tribune+(pre-1997+Fulltext)&desc=LIFE+AT+TOP+OF+THE+CHARTS+CAN+BE+SWEET,+BUT+VERY+SHORT&pqatl=google. Läst 21 september 2009.
21. ↑  DeKnock, Jan (31 maj 1985). ”Wham's 'Make It Big' Puts 3 Singles Atop The Charts”. Chicago Tribune (Tribune Company). Arkiverad från originalet den 28 augusti 2024. https://web.archive.org/web/20240828152234/https://www.chicagotribune.com/1985/05/31/whams-make-it-big-puts-3-singles-atop-the-charts/. Läst 28 augusti 2024.
22. ↑  DeKnock, Jan (7 juni 1985). ”International Artists Continue to Scale to Top of Charts”. Chicago Tribune (Tribune Company). Arkiverad från originalet den 22 oktober 2012. https://web.archive.org/web/20121022194419/http://pqasb.pqarchiver.com/chicagotribune/access/25016688.html?dids=25016688:25016688&FMT=ABS&FMTS=ABS:FT&type=current&date=Jun+07,+1985&author=Jan+DeKnock&pub=Chicago+Tribune+(pre-1997+Fulltext)&desc=INTERNATIONAL+ARTISTS+CONTINUE+TO+SCALE+TO+TOP+OF+CHARTS&pqatl=google. Läst 21 september 2009.
23. ↑  DeKnock, Jan (14 juni 1985). ”Good News For No. 1 Tears For Fears, But Look Out Below”. Chicago Tribune (Tribune Company). Arkiverad från originalet den 19 oktober 2012. https://web.archive.org/web/20121019032557/http://pqasb.pqarchiver.com/chicagotribune/access/25019125.html?dids=25019125:25019125&FMT=ABS&FMTS=ABS:FT&date=Jun+14,+1985&author=Jan+DeKnock&pub=Chicago+Tribune+(pre-1997+Fulltext)&desc=GOOD+NEWS+FOR+NO.+1+TEARS+FOR+FEARS,+BUT+LOOK+OUT+BELOW&pqatl=google. Läst 30 januari 2009.
24. ↑  DeKnock, Jan (21 juni 1985). ”Bryan Adams' Ballad 'Heaven' Hits Top”. Chicago Tribune (Tribune Company). Arkiverad från originalet den 13 maj 2016. https://web.archive.org/web/20160513111321/http://pqasb.pqarchiver.com/chicagotribune/doc/290837203.html?FMT=ABS&FMTS=ABS:FT&type=current&date=Jun%2021,%201985&author=Jan%20DeKnock&pub=Chicago%20Tribune%20(pre-1997%20Fulltext)&edition=&startpage=&desc=BRYAN%20ADAMS%27%20BALLAD%20%27HEAVEN%27%20HITS%20TOP. Läst 30 januari 2009.
25. ↑  DeKnock, Jan (28 juni 1985). ”Once Again, 'Heaven' Keeps Bryan Adams on Cloud 1”. Chicago Tribune (Tribune Company). Arkiverad från originalet den 6 mars 2016. https://web.archive.org/web/20160306145342/http://pqasb.pqarchiver.com/chicagotribune/doc/290847123.html?FMT=ABS&FMTS=ABS:FT&type=current&date=Jun%2028,%201985&author=Jan%20DeKnock&pub=Chicago%20Tribune%20(pre-1997%20Fulltext)&edition=&startpage=&desc=ONCE%20AGAIN,%20%27HEAVEN%27%20KEEPS%20BRYAN%20ADAMS%20ON%20CLOUD%201. Läst 30 januari 2009.
26. ↑  DeKnock, Jan (5 juli 1985). ”For Third Time, Phil Collins Captures Top Spot on Album, Singles Charts”. Chicago Tribune (Tribune Company). Arkiverad från originalet den 19 oktober 2012. https://web.archive.org/web/20121019032818/http://pqasb.pqarchiver.com/chicagotribune/access/25026661.html?dids=25026661:25026661&FMT=ABS&FMTS=ABS:FT&date=Jul+05,+1985&author=Jan+DeKnock&pub=Chicago+Tribune+(pre-1997+Fulltext)&desc=FOR+THIRD+TIME,+PHIL+COLLINS+CAPTURES+TOP+SPOT+ON+ALBUM,+SINGLES+CHARTS&pqatl=google. Läst 30 januari 2009.
27. ↑  DeKnock, Jan (12 juli 1985). ”For Third Time, Song From Film Soundtrack Takes Top Honors”. Chicago Tribune (Tribune Company). Arkiverad från originalet den 19 oktober 2012. https://web.archive.org/web/20121019032829/http://pqasb.pqarchiver.com/chicagotribune/access/25028913.html?dids=25028913:25028913&FMT=ABS&FMTS=ABS:FT&date=Jul+12,+1985&author=Jan+DeKnock&pub=Chicago+Tribune+(pre-1997+Fulltext)&desc=FOR+THIRD+TIME,+SONG+FROM+FILM+SOUNDTRACK+TAKES+TOP+HONORS&pqatl=google. Läst 30 januari 2009.
28. ↑  DeKnock, Jan (19 juli 1985). ”Duran Duran at the Top for Second Week”. Chicago Tribune (Tribune Company). Arkiverad från originalet den 5 november 2012. https://web.archive.org/web/20121105102120/http://pqasb.pqarchiver.com/chicagotribune/access/744760832.html?dids=744760832:744760832&FMT=ABS&FMTS=ABS:AI&date=Jul+19,+1985&author=Jan+DeKnock&pub=Chicago+Tribune&desc=Duran+Duran+at+the+top+for+second+week&pqatl=google. Läst 19 april 2009.
29. ↑  DeKnock, Jan (26 juli 1985). ”It May Sound Like Hall & Oates, But It's Paul Young Rocking the Top”. Chicago Tribune (Tribune Company). Arkiverad från originalet den 13 maj 2016. https://web.archive.org/web/20160513072244/http://pqasb.pqarchiver.com/chicagotribune/doc/290853520.html?FMT=ABS&FMTS=ABS:FT&type=current&date=Jul%2026,%201985&author=Jan%20DeKnock&pub=Chicago%20Tribune%20(pre-1997%20Fulltext)&edition=&startpage=&desc=IT%20MAY%20SOUND%20LIKE%20HALL%20&%20OATES,%20BUT%20IT%27S%20PAUL%20YOUNG%20ROCKING%20THE%20TOP. Läst 30 januari 2009.
30. ↑  DeKnock, Jan (2 augusti 1985). ”Tears For Fears Has a Reason to 'Shout'”. Chicago Tribune (Tribune Company). Arkiverad från originalet den 6 mars 2016. https://web.archive.org/web/20160306214957/http://pqasb.pqarchiver.com/chicagotribune/doc/290861760.html?FMT=ABS&FMTS=ABS:FT&type=current&date=Aug%2002,%201985&author=Jan%20DeKnock&pub=Chicago%20Tribune%20(pre-1997%20Fulltext)&edition=&startpage=&desc=TEARS%20FOR%20FEARS%20HAS%20A%20REASON%20TO%20%27SHOUT%27. Läst 30 januari 2009.
31. ↑  DeKnock, Jan (9 augusti 1985). ”Tears For Fears No. 1 for Second Week With 'Shout'”. Chicago Tribune (Tribune Company). Arkiverad från originalet den 6 mars 2016. https://web.archive.org/web/20160306110905/http://pqasb.pqarchiver.com/chicagotribune/doc/290855616.html?FMT=ABS&FMTS=ABS:FT&type=current&date=Aug%2009,%201985&author=Jan%20DeKnock&pub=Chicago%20Tribune%20(pre-1997%20Fulltext)&edition=&startpage=&desc=TEARS%20FOR%20FEARS%20NO.%201%20FOR%20SECOND%20WEEK%20WITH%20%27SHOUT%27. Läst 30 januari 2009.
32. ↑  DeKnock, Jan (16 augusti 1985). ”Arkiverade kopian”. Chicago Tribune (Tribune Company). Arkiverad från originalet den 4 januari 2013. https://archive.today/20130104163855/http://pqasb.pqarchiver.com/chicagotribune/access/744879802.html?dids=744879802:744879802&FMT=ABS&FMTS=ABS:AI&date=Aug+16,+1985&author=Jan+DeKnock&pub=Chicago+Tribune&desc=Tears+for+Fears'+'Shout'+stays+in+the+No.+1+spot+for+a+third+week&pqatl=google. Läst 30 januari 2009.
33. ↑  DeKnock, Jan (23 augusti 1985). ”Huey Lewis and the News Rise to No. 1 Spot on 'Power of Love'”. Chicago Tribune (Tribune Company). Arkiverad från originalet den 2 mars 2025. https://web.archive.org/web/20131001114457/http://pqasb.pqarchiver.com/chicagotribune/doc/290863043.html?FMT=ABS&FMTS=ABS:FT&type=current&date=Aug%2023,%201985&author=Jan%20DeKnock&pub=Chicago%20Tribune%20(pre-1997%20Fulltext)&edition=&startpage=&desc=HUEY%20LEWIS%20AND%20THE%20NEWS%20RISE%20TO%20NO.%201%20SPOT%20ON%20%27POWER%20OF%20LOVE%27. Läst 30 januari 2009.
34. ↑  DeKnock, Jan (30 augusti 1985). ”Five Singles Leap from Film Soundtracks and on to Top of the Charts”. Chicago Tribune (Tribune Company). Arkiverad från originalet den 22 oktober 2012. https://web.archive.org/web/20121022194345/http://pqasb.pqarchiver.com/chicagotribune/access/25042433.html?dids=25042433:25042433&FMT=ABS&FMTS=ABS:FT&type=current&date=Aug+30,+1985&author=Jan+DeKnock&pub=Chicago+Tribune+(pre-1997+Fulltext)&desc=FIVE+SINGLES+LEAP+FROM+FILM+SOUNDTRACKS+AND+ON+TO+TOP+OF+THE+CHARTS&pqatl=google. Läst 21 september 2009.
35. ↑  DeKnock, Jan (13 september 1985). ”'St. Elmo's Fire' Smokes out Tina Turner for Top Spot”. Chicago Tribune (Tribune Company). Arkiverad från originalet den 13 mars 2016. https://web.archive.org/web/20160513080254/http://pqasb.pqarchiver.com/chicagotribune/doc/290865373.html?FMT=ABS&FMTS=ABS:FT&type=current&date=Sep%2013,%201985&author=Jan%20DeKnock&pub=Chicago%20Tribune%20(pre-1997%20Fulltext)&edition=&startpage=&desc=%27ST.%20ELMO%27S%20FIRE%27%20SMOKES%20OUT%20TINA%20TURNER%20FOR%20TOP%20SPOT. Läst 30 januari 2009.
36. ↑  DeKnock, Jan (20 september 1985). ”Not for Nothing is Dire Straits Back On the Top Again”. Chicago Tribune (Tribune Company). Arkiverad från originalet den 25 maj 2011. https://web.archive.org/web/20110525152344/http://pqasb.pqarchiver.com/chicagotribune/access/25048949.html?dids=25048949:25048949&FMT=ABS&FMTS=ABS:FT&date=Sep+20,+1985&author=Jan+DeKnock&pub=Chicago+Tribune+(pre-1997+Fulltext)&desc=NOT+FOR+NOTHING+IS+DIRE+STRAITS+BACK+ON+THE+TOP+AGAIN&pqatl=google. Läst 30 januari 2009.
37. ↑  DeKnock, Jan (27 september 1985). ”Dire Straits' Quirky Rocker in the Money, But Kool Hot”. Chicago Tribune (Tribune Company). Arkiverad från originalet den 13 maj 2016. https://web.archive.org/web/20160513110337/http://pqasb.pqarchiver.com/chicagotribune/doc/290864863.html?FMT=ABS&FMTS=ABS:FT&type=current&date=Sep%2027,%201985&author=Jan%20DeKnock&pub=Chicago%20Tribune%20(pre-1997%20Fulltext)&edition=&startpage=&desc=DIRE%20STRAITS%27%20QUIRKY%20ROCKER%20IN%20THE%20MONEY,%20BUT%20KOOL%20HOT. Läst 30 januari 2009.
38. ↑  DeKnock, Jan (4 oktober 1985). ”Dire Straits Continues on Top and Likely to Remain There”. Chicago Tribune (Tribune Company). Arkiverad från originalet den 19 oktober 2012. https://web.archive.org/web/20121019033019/http://pqasb.pqarchiver.com/chicagotribune/access/25053156.html?dids=25053156:25053156&FMT=ABS&FMTS=ABS:FT&date=Oct+04,+1985&author=Jan+DeKnock&pub=Chicago+Tribune+(pre-1997+Fulltext)&desc=DIRE+STRAITS+CONTINUES+ON+TOP+AND+LIKELY+TO+REMAIN+THERE&pqatl=google. Läst 30 januari 2009.
39. ↑  DeKnock, Jan (11 oktober 1985). ”Arkiverade kopian”. Chicago Tribune (Tribune Company). Arkiverad från originalet den 4 januari 2013. https://archive.today/20130104095941/http://pqasb.pqarchiver.com/chicagotribune/access/25055679.html?dids=25055679:25055679&FMT=ABS&FMTS=ABS:FT&type=current&date=Oct+11,+1985&author=Jan+DeKnock&pub=Chicago+Tribune+(pre-1997+Fulltext)&desc=POP+FANS+SHOW+THEY'RE+READY+FOR+THE+WORLD&pqatl=google. Läst 21 september 2009.
40. ↑  DeKnock, Jan (18 oktober 1985). ”a-ha Takes The Prize, but There's a Contender in The Wings”. Chicago Tribune (Tribune Company). Arkiverad från originalet den 13 maj 2016. https://web.archive.org/web/20160513083403/http://pqasb.pqarchiver.com/chicagotribune/doc/290870341.html?FMT=ABS&FMTS=ABS:FT&type=current&date=Oct%2018,%201985&author=Jan%20DeKnock&pub=Chicago%20Tribune%20(pre-1997%20Fulltext)&edition=&startpage=&desc=A-HA%20TAKES%20THE%20PRIZE,%20BUT%20THERE%27S%20A%20CONTENDER%20IN%20THE%20WINGS. Läst 30 januari 2009.
41. ↑  DeKnock, Jan (25 oktober 1985). ”Whitney Houston's ' Saving All My Love For You' Hits the Top”. Chicago Tribune (Tribune Company). Arkiverad från originalet den 13 maj 2016. https://web.archive.org/web/20160513083021/http://pqasb.pqarchiver.com/chicagotribune/doc/290877637.html?FMT=ABS&FMTS=ABS:FT&type=current&date=Oct%2025,%201985&author=Jan%20DeKnock&pub=Chicago%20Tribune%20(pre-1997%20Fulltext)&edition=&startpage=&desc=WHITNEY%20HOUSTON%27S%20%27SAVING%20ALL%20MY%20LOVE%20FOR%20YOU%27%20HITS%20THE%20TOP. Läst 30 januari 2009.
42. ↑  DeKnock, Jan (1 november 1985). ”Shuffling at the Top Moves Wonder into the No. 1 Spot”. Chicago Tribune (Tribune Company). Arkiverad från originalet den 22 oktober 2012. https://web.archive.org/web/20121022194223/http://pqasb.pqarchiver.com/chicagotribune/access/25061683.html?dids=25061683:25061683&FMT=ABS&FMTS=ABS:FT&type=current&date=Nov+01,+1985&author=Jan+DeKnock&pub=Chicago+Tribune+(pre-1997+Fulltext)&desc=SHUFFLING+AT+THE+TOP+MOVES+WONDER+INTO+THE+NO.+1+SPOT&pqatl=google. Läst 21 september 2009.
43. ↑  DeKnock, Jan (8 november 1985). ”Arkiverade kopian”. Chicago Tribune (Tribune Company). Arkiverad från originalet den 4 januari 2013. https://archive.today/20130104103742/http://pqasb.pqarchiver.com/chicagotribune/access/701677672.html?dids=701677672:701677672&FMT=CITE&FMTS=CITE:AI&date=Nov+08,+1985&author=&pub=Chicago+Tribune&desc='Miami+Vice'+makes+some+chart+history&pqatl=google. Läst 19 april 2009.
44. ↑  DeKnock, Jan (15 november 1985). ”Starship's 'We Built This City' Zooms From No. 5 to Top Spot”. Chicago Tribune (Tribune Company). Arkiverad från originalet den 13 maj 2016. https://web.archive.org/web/20160513071647/http://pqasb.pqarchiver.com/chicagotribune/doc/290883421.html?FMT=ABS&FMTS=ABS:FT&type=current&date=Nov%2015,%201985&author=Jan%20DeKnock&pub=Chicago%20Tribune%20(pre-1997%20Fulltext)&edition=&startpage=&desc=STARSHIP%27S%20%27WE%20BUILT%20THIS%20CITY%27%20ZOOMS%20FROM%20NO.%205%20TO%20TOP%20SPOT. Läst 30 januari 2009.
45. ↑  DeKnock, Jan (22 november 1985). ”Starship Single Clings to No. 1 For 2nd Week”. Chicago Tribune (Tribune Company). Arkiverad från originalet den 19 oktober 2012. https://web.archive.org/web/20121019033108/http://pqasb.pqarchiver.com/chicagotribune/access/25075960.html?dids=25075960:25075960&FMT=ABS&FMTS=ABS:FT&date=Nov+22,+1985&author=Jan+DeKnock&pub=Chicago+Tribune+(pre-1997+Fulltext)&desc=STARSHIP+SINGLE+CLINGS+TO+NO.+1+FOR+2D+WEEK&pqatl=google. Läst 30 januari 2009.
46. ↑  DeKnock, Jan (29 november 1985). ”'Separate Lives' No. 1 as Expected”. Chicago Tribune (Tribune Company). Arkiverad från originalet den 19 oktober 2012. https://web.archive.org/web/20121019125748/http://pqasb.pqarchiver.com/chicagotribune/access/701785052.html?dids=701785052:701785052&FMT=ABS&FMTS=ABS:AI&date=Nov+29,+1985&author=Jan+DeKnock&pub=Chicago+Tribune&desc=CHART+WATCHING&pqatl=google. Läst 17 februari 2009.
47. ↑  DeKnock, Jan (6 december 1985). ”Arkiverade kopian”. Chicago Tribune (Tribune Company). Arkiverad från originalet den 4 januari 2013. https://archive.today/20130104115229/http://pqasb.pqarchiver.com/chicagotribune/access/701822232.html?dids=701822232:701822232&FMT=ABS&FMTS=ABS:AI&date=Dec+06,+1985&author=Jan+DeKnock&pub=Chicago+Tribune&desc=In+an+upset,+'Broken+Wings'+soars+to+top&pqatl=google. Läst 30 januari 2009.
48. ↑  DeKnock, Jan (23 december 1985). ”'Wings' Still Flying High on The Charts”. Chicago Tribune (Tribune Company). Arkiverad från originalet den 19 oktober 2012. https://web.archive.org/web/20121019033429/http://pqasb.pqarchiver.com/chicagotribune/access/701859242.html?dids=701859242:701859242&FMT=ABS&FMTS=ABS:AI&date=Dec+13,+1985&author=Jan+DeKnock&pub=Chicago+Tribune&desc=CHART+WATCHING&pqatl=google. Läst 30 januari 2009.
49. ↑  DeKnock, Jan (20 december 1985). ”Lionel Richie's 'Say You, Say Me' Hits the Top, Naturally”. Chicago Tribune (Tribune Company). Arkiverad från originalet den 13 maj 2016. https://web.archive.org/web/20160513110902/http://pqasb.pqarchiver.com/chicagotribune/doc/290887111.html?FMT=ABS&FMTS=ABS:FT&type=current&date=Dec%2020,%201985&author=Jan%20DeKnock&pub=Chicago%20Tribune%20(pre-1997%20Fulltext)&edition=&startpage=&desc=LIONEL%20RICHIE%27S%20%27SAY%20YOU,%20SAY%20ME%27%20HITS%20THE%20TOP,%20NATURALLY. Läst 19 april 2009.
50. ↑  DeKnock, Jan (27 december 1985). ”Lionel Richie Blocks Eddie Murphy to Take Command”. Chicago Tribune (Tribune Company). Arkiverad från originalet den 20 oktober 2012. https://web.archive.org/web/20121020064129/http://pqasb.pqarchiver.com/chicagotribune/access/701922402.html?dids=701922402:701922402&FMT=ABS&FMTS=ABS:AI&date=Dec+27,+1985&author=Jan+DeKnock&pub=Chicago+Tribune&desc=Lionel+Richie+blocks+Eddie+Murphy+to+take+command&pqatl=google. Läst 19 april 2009.